# Histoire de rire (film)
Pour plus de détails, voir Fiche technique et Distribution.
Histoire de rire est un film français réalisé par Marcel L'Herbier, sorti en 1941.

## Synopsis
Gérard Barbier (Fernand Gravey) marié avec l'excentrique Adélaïde (Micheline Presle), rencontre une fois par semaine son ami Jean-Louis (Bernard Lancret), célibataire, pour jouer au billard. Or, le jour où Jean-Louis vient annoncer à son ami qu'il est amoureux d'une femme mariée qu'il veut épouser (Marie Déa), la femme de Gérard, sur un coup de colère quitte la maison pour aller retrouver un jeune homme qu'elle n'aime pas (Gibert Gil). Le jeune homme fera l'impossible pour réconcilier le couple, tandis que le mari trompé (Pierre Renoir) fera tout pour reconquérir sa femme.

## Fiche technique
- Titre : Histoire de rire
- Réalisation : Marcel L'Herbier
- Scénario : Marcel L'Herbier et Georges Neveux, d'après la pièce d'Armand Salacrou
- Dialogues : Armand Salacrou
- Décors : Robert Gys
- Photographie : Roger Hubert
- Musique : Marius-François Gaillard
- Son : Jacques Lebreton
- Société de production : Discina - Société Parisienne de Distribution Cinématographique
- Directeur de production : Georges Lampin
- Pays d'origine :  France
- Format :  Noir et blanc - 1,37:1 - 35 mm - son mono
- Genre : Comédie
- Durée : 117 minutes
- Date de sortie : 
  - France : 19 décembre 1941
- Affiche : Jacques Bonneaud (France)

## Distribution
- Fernand Gravey - Gérard Barbier
- Marie Déa - Hélène Donaldo
- Micheline Presle - Adélaïde Barbier
- Pierre Renoir - Jules Donaldo
- Bernard Lancret - Jean-Louis Deshayes
- Robert-Paul Dagan -
- Gilbert Gil - Achille Ballorson
- Guy-Henry
- Gustave Gallet - Maisnier
- Monique Rolland - Coco d'Antibes
- Maurice Mosnier - Joseph